# Förkärla församling
Förkärla församling var en församling i Karlskrona-Ronneby kontrakt, Lunds stift och Ronneby kommun.
Församlingskyrka var Förkärla kyrka.

## Administrativ historik
Församlingen har medeltida ursprung med en kyrka från 1200-talet.
1 maj 1888 utbröts Hasslö församling. Församlingen bildade ett pastorat tillsammans med Listerby församling.
Församlingen uppgick 2002 i Listerby församling som 2010 uppgick i Ronneby församling.
Församlingskod var 108106.